# Pedro Fernández Manrique
Pedro Fernández Manrique (ur. ok. 1500 w Aguilar de Campoo, zm. 7 października 1540 w Rzymie) – hiszpański kardynał.

## Życiorys
Urodził się około 1500 roku w Aguilar de Campoo, jako syn Luisa Fernándeza Manrique i Maríi Manrique de Lary. Studiował na Uniwersytecie w Salamance i został kanonikiem kapituły w tym mieście. 22 czerwca 1530 roku został wybrany biskupem Wysp Kanaryjskich, a pół roku później został przeniesiony do diecezji Ciudad Rodrigo. W 1537 roku został biskupem Kordoby. 20 grudnia 1538 roku został kreowany kardynałem prezbiterem i otrzymał kościół tytularny Santi Giovanni e Paolo. Zmarł 7 października 1540 roku w Rzymie.